# ایان آرمیتیج
ایان آرمیتیج (انگلیسی: Iain Armitage؛ زادهٔ ۱۵ ژوئیهٔ ۲۰۰۸) بازیگر خردسال اهل ایالات متحده آمریکا است.
از فیلم‌ها یا برنامه‌های تلویزیونی که وی در آن نقش داشته است، می‌توان به شلدون جوان، من اینجا نیستم و دروغ‌های کوچک بزرگ اشاره کرد.